# Gare d'Hanko
La gare d'Hanko (en finnois : Hangon rautatieasema  est une gare du réseau  ferroviaire de Finlande située à Hanko en Finlande.

## Histoire
En 2008, la gare a accueilli  98 000 voyageurs.